# Lilla Villingen
Lilla Villingen är en sjö i Karlskoga kommun i Värmland och ingår i Göta älvs huvudavrinningsområde. Sjön har en area på 0,057 kvadratkilometer och ligger 149 meter över havet.

## Delavrinningsområde
Lilla Villingen ingår i det delavrinningsområde (657421-143688) som SMHI kallar för Inloppet i Våtsjön. Medelhöjden är 167 meter över havet och ytan är 9,7 kvadratkilometer. Räknas de 5 avrinningsområdena uppströms in blir den ackumulerade arean 67,41 kvadratkilometer. Valån (Kärmälven) som avvattnar avrinningsområdet har biflödesordning 3, vilket innebär att vattnet flödar genom totalt 3 vattendrag innan det når havet efter 296 kilometer. Avrinningsområdet består mestadels av skog (84 procent). Avrinningsområdet har 0,35 kvadratkilometer vattenytor vilket ger det en sjöprocent på 3,6 procent.